# Famille O'Riordan
Pour les articles homonymes, voir O'Riordan.
La famille O’Riordan est une ancienne famille d'origine irlandaise établie au XVIIIe siècle dans le pays nantais.

## Origines
La famille O'Riordan était autrefois considérée comme une branche de la dynastie eugénienne des rois de Munster. Les historiens actuels lui donnent désormais pour ancêtres les rois d'Éile Tuascert (anglais : Ely), entre Thurles et Birr, dans l'actuel comté de Tipperary. Cette principauté, divisée et amputée par les invasions normandes et les incursions des O'Brien au XIIe siècle, fut ensuite dominée par les O'Carroll, qui se qualifièrent Princes d'Ely O'Carroll jusqu'au temps du roi Henry VIII.
Le prénom Riordan, littéralement barde royal (gaélique : righ-bardan), fut porté par plusieurs membres de la dynastie d'Éile Tuascert, au nombre desquels le roi Riordan Mac Cucoirne, tué à la bataille de Sliabh gCrot en 1058. Près d'un siècle plus tard, en 1152, le roi Domnall Mac Riordan fut assassiné par un O'Carroll, issu d'une branche rivale. Ses descendants, définitivement écartés du trône, prirent le surnom Ó Ríoghbhardáin (anglais : O'Riordan), c'est-à-dire « petit-fils de Riordan » à partir de son fils ou neveu, Raghnall O'Riordan, qui fut tué à la bataille de Waterford en 1170, à laquelle il combattait aux côtés de Dermot MacCarthy, roi de Munster.

Les successeurs de Raghnall O'Riordan sont restés attachés aux descendants de ce Dermot MacCarthy, auprès desquels ils se sont établis dans le comté de Cork, au nord de Macroom (province de Muskerry). Les O'Riordan, désormais chefs ou comtes du Clan Riordan (gaélique : taisech Muintir Riordain, anglais : chief of Munter Riordan) étaient les premiers feudataires des Lords de Muskerry.
Les auteurs indiquent que les O'Riordan de Muskerry ont donné plusieurs chefs de guerre de valeur au service des MacCarthy, dans les nombreuses luttes qui les opposaient aux seigneurs dalcassiens et aux barons anglo-normands. C'est cette étroite proximité entre les O'Riordan et les MacCarthy, nouée pendant plusieurs siècles, qui fit dire que le clan O'Riordan était issu de la même race, c'est-à-dire de la dynastie eugénienne des rois de Munster. Ces deux maisons étaient néanmoins véritablement parentes grâce à plusieurs mariages : le pedigree d'Étienne O'Riordan (1696-1780) nous apprend notamment que son ancêtre Denis O'Riordan de Derryroe avait épousé au début du XVIIe siècle Eleanor MacCarthy Mór, fille de Florence MacCarthy (1561-1640), The MacCarthy Mór, et de Lady Ellen MacCarthy, fille  et unique héritière de Donal Mac Carthy Mor, comte de Glencar (1518-1596), dernier roi de Desmond. D'après ce même pedigree, le fils de Denis O'Riordan et d'Eleanor MacCarthy Mór, Donogh Mór O'Riordan, fut investi Chef de son Nom, conformément à la tradition nobiliaire gaélique, rejetant ainsi les coutumes anglaises.

## Première émigration:Bataille de Kinsale(1601) et laFuite des comtes
La reconquête de l’Irlande par les Tudor, à partir d’Henry VIII, rencontra de nombreuses résistances dans la noblesse terrienne, et les O’Riordan n’échappèrent pas à ce mouvement : on les retrouve très nombreux dans les listes de pardons octroyés par le roi d’Angleterre, en particulier sous le règne d’Elizabeth 1re. Cette dernière a notamment accordé en août 1601 son pardon aux frères Dermot et Owen Mac Donogh na mbrón O’Riordan, de Kilcrea (Muskerry), lesquels ont néanmoins participé quelques mois plus tard à la bataille de Kinsale en compagnie également de Cormac Mac Donogh na mbrón O’Riordan et de Donnell Mac Shane O'Riordan de Muskerry.
Après la défaite, n’ayant pas respecté la neutralité exigée par le pardon qui leur avait été accordé quelques mois plus tôt, ces O’Riordan furent contraints de quitter l’Irlande lors de la Fuite des comtes : ils embarquèrent à Kinsale en mars 1602 avec don Juan d'Aguila et se réfugièrent dans les Flandres espagnoles. On les retrouve plus tard dans cette province, avec : Daniel, Dermot (en 1618), Eugène (Owen, 1620), Denis (1626), John (au régiment du comte de Tyrone en 1639) et Richard O’Riordan (soldat de la compagnie du capitaine Daniel Carty en 1643).

## Seconde émigration:Oliver Cromwell(1649)

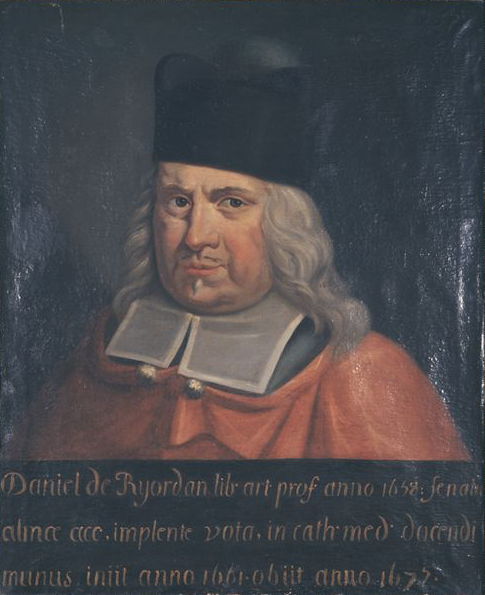
Daniel de Ryordan

Après l’exécution de Charles 1er Stuart (1649), la Confédération irlandaise s’allia avec les royalistes contre les forces de Cromwell, qui débarquèrent bientôt pour conquérir l’Irlande.
Les O’Riordan prirent une part active à la lutte contre la Conquête cromwellienne de l'Irlande : John Mac William O’Riordan, gentleman, commandait le château de Blarney en 1641-1649 pour Lord Muskerry, tandis que le colonel Timothy O’Riordan a commandé le château et l’île d’Inishbofin (Comté de Mayo) jusqu’à leur prise par les troupes de Cromwell en 1652.
Après la défaite, les O’Riordan de Derryroe s’installèrent à Limerick, tandis que le major Germain O’Riordan dit MacCarthy, également un fidèle de Lord Muskerry, gagna le continent où il rejoignit le régiment de cavalerie du duc d’York (futur James II). À la restauration, le major O’Riordan resta en Europe où il participa à la traque des régicides (1663). Sa fidélité à la religion catholique lui valut de perdre son poste dans l'armée en 1667 mais il s'était réfugié en France dès 1665, à Carnoët (Bretagne), où il se maria et eut des enfants.
Le major O’Riordan avait un frère, le lieutenant Dermot dit Derby O’Riordan de Muskerry, lui aussi au service de Lord Muskerry et officier au régiment du duc d’York sur le continent. Il fut l’auteur en 1661 à Paris d'un ouvrage sur la restauration de Charles II : Relation des véritables causes qui ont amené le rétablissement du Roi. Rentré en Irlande à la mort de Lord Muskerry, Derby O’Riordan sollicita une position d’officier auprès de Henry Bennet (septembre 1665).
À la même époque, on trouve aussi plusieurs O'Riordan à Toulouse, au séminaire irlandais et à la faculté de médecine, comme Daniel de Ryordan (†1675), de Cork, régent de la faculté (image ci-contre),.

## Troisième émigration: laGlorieuse Révolution(1688-1689) et laBataille de Culloden(1746)
La déposition de James II Stuart, dernier monarque catholique d’Angleterre, lors de la Glorieuse Révolution (1688), et sa défaite définitive à la bataille de la Boyne en 1690 provoquèrent l’exil définitif de nombreux Irlandais catholiques, qui lui étaient favorables.
Ainsi Daniel O’Riordan, capitaine au régiment de Dillon, a suivi le roi déchu dans son exil au château de Saint-Germain et a payé sa fidélité jacobite de la confiscation de ses terres de Derryroe et de Bawnmore, au nord de Macroom, par décision de Chichester House en 1700. Daniel O’Riordan se fixa alors en France, où il était aide-de-camp du duc de Vendôme lorsque James III lui délivra des lettres de reconnaissance de noblesse, en 1702. Le colonel O'Riordan s'installa à Chanos-Curson, dans le Dauphiné, avec son épouse, Jeanne de Coston.
Un autre Daniel O'Riordan, son parent et homonyme (aussi originaire de Derryroe), était quant à lui resté à Limerick lors de la Restauration des Stuart (1660). Il avait épousé Mary MacCarthy Reagh, laquelle appartenait à une prestigieuse famille également acquise à la cause de cette dynastie : elle était la fille du colonel Charles MacCarthy Reagh, prince titulaire de Carbery, ayant servi dans le régiment du duc d'York (1657) puis au régiment de MacCarthy-Reagh. Quant à son épouse, Eleanor MacCarthy, elle était la propre sœur de Lord Muskerry, 1er comte de Clancarty, ce qui faisait de Daniel O’Riordan le cousin du duc de Mountcashel, fondateur de la Brigade irlandaise.
Le fils et le petit-fils de Daniel et de Mary MacCarthy Reagh, Robert I O’Riordan et Robert II O'Riordan, s'adonnèrent au négoce et ne furent pas contraints de fuir Limerick dans un premier temps (1690). Néanmoins après la mort de ce dernier, survenue vers 1715, ses enfants quittèrent l'Irlande et continuèrent leur commerce depuis Nantes, où ils bénéficiaient de l’appui considérable des Irlandais de Nantes : l'un des enfants de Robert II O'Riordan et d'Anastasia Creagh, Étienne O’Riordan (1696-1780), né à Limerick, développa son négoce et amassa une grande fortune. Ce dernier était notamment capitaine de « l’Alliance » pour son beau-frère Thoby Clarke de Dromantin lors des expéditions de 1728 et 1731, puis il arma son propre navire, « l’Aurore », dont il confia le commandement à son frère Laurent en 1734 et 1737. Il avait l’habitude de rencontrer ses compatriotes (Walsh, Clarke, Stapleton) chez Luc O'Shiell (1677-1745), au Manoir de la Placelière à Château-Thébaud. C’est là qu’ils accueillirent en 1743 le prince Charles Édouard Stuart, pour lequel ils avaient pris parti, au départ de l’expédition visant à restaurer les Stuarts d’Écosse sur le trône d’Angleterre. Mais l’armée de « Bonnie Prince Charlie » fut définitivement battue à Culloden en 1746 et, à son retour en France, Étienne O’Riordan se fixa définitivement à Nantes et fut naturalisé dès décembre 1746. La même année, il inaugura son hôtel du 70 quai de la Fosse, dont les travaux avaient commencé en 1742 (cet hôtel sera vendu en 1785 pour 136 000 livres). Investisseur avisé, il acheta aussi le 14 décembre 1751 une charge de Conseiller-Secrétaire du Roi, Maison et Couronne de France près le Parlement de Bretagne (54 500 livres), office qu’il pourrait revendre deux fois plus cher ; il acheta également en 1752 le chateau et la châtellenie de Saffré au marquis de Crux, pour 370 000 livres. Fort de ses succès de négociant, Étienne O’Riordan était néanmoins soucieux de restaurer sa position sociale, aussi fit-il enregistrer sa filiation et ses armes auprès d’Hawkins, juge d’armes du bureau d’Ulster, en 1751, avant d’obtenir, au mois de mai 1773, les lettres du Roi Louis XV le reconnaissant pour être issu d’ancienne noblesse, et le conservant dans celle-ci en France.

## Postérité en France
Étienne O’Riordan s’est marié à Nantes Saint-Léonard le 30 avril 1753 avec Elizabeth Nagle (†1791), fille de Richard Nagle de Mount-Nagle (†1758), et de Brigitte MacMahon. Elle était la petite-fille du dernier High-Sheriff catholique d’Irlande et la petite-nièce du célèbre sir Richard Nagle de Carrigacunna (1635-1699), ancien président de la Chambre des communes irlandaise puis ministre du roi déchu James II, en exil au château de Saint-Germain. Thomas Nagle, le frère d’Elizabeth, resta en Irlande et fut le père de sir Richard Nagle de Jamestown House et Castle-Donower, créé baronnet le 4 janvier 1813, et d’Anne Nagle, mariée en 1786 avec sir Percy Gethin, baronnet.
Les descendants d'Étienne O'Riordan et d'Elizabeth Nagle, installés dans le Poitou (château de la Tremblaye au Pin) à la suite de leur alliance avec les Fresneau, se sont éteints à la fin du dix-neuvième siècle.
Étienne O'Riordan avait une sœur, Mary O'Riordan (1701-1741) qui épousa à Nantes Thoby Clarke de Dromantin (1676-1756), armateur à Nantes, fils de James Clarke et d'Ann O'Shiell. D'où une fille Anastasia Clarke de Dromantin, née à Nantes le 28 février 1727, qui épousa à Nantes le 7 janvier 1750, René de Montaudouïn, écuyer, armateur à Nantes, Conseiller-Secrétaire du Roi. Ils eurent entre autres un fils Thomas-Thoby de Montaudouïn (1711-1768) seigneur de Cormes (St-Cyr-en-Val, Loiret), capitaine de cavalerie, qui épouse Thérèse-Claudine Charpentier de Boisgibault (1753-1824) ; d'où entre autres  une fille Anne-Joséphine de Montaudouïn (1780-1841) qui épouse à Orléans (Loiret) le 30 juin 1797, Jules, marquis de Tristan (1776-1861), seigneur de l'Émérillon par Cléry-Saint-André (Loiret), polytechnicien, sous-préfet d'Orléans, vice-président de l'Académie royale d'Orléans, chevalier de Saint-Louis. D'où postérité subsistante :  marquis et comtes de Tristan.